# Nudo virile I
Il Nudo virile I è un bozzetto scultoreo in terracotta (h 49 cm) attribuito a Michelangelo, databile al 1501-1503 circa e conservato a Casa Buonarroti a Firenze. 

## Storia e descrizione
L'opera venne messa in relazione da Charles de Tolnay con il perduto Ercole, dopo che lo aveva precedentemente avvicinato al David De Rohan. L'opera, che oggi i curatori del museo indicano come "copia da Michelangelo", doveva essere ben nota nel Cinquecento se si trova rappresentata in un ritratto dell'artista nel suo studio, dovuto a un ignoto autore del XVI-XVII secolo e oggi anch'esso in Casa Buonarroti. Dell'opera esisterebbero anche disegni e bozzetti vari. Essa mostra un giovane in piedi in una posa di contrapposto, con un braccio disteso lungo i fianchi e l'altro mutilo, che. secondo la citata fonte iconografica, doveva essere disteso in avanti con un gesto come di offerta. 
Sempre in casa Buonarroti esiste un altro bozzetto di nudo virile, in cera (h. 56 cm) e definibile "II": esso, privo delle braccia e con il ginocchio destro piegato che porta in avanti la gamba, era stato letto come un bozzetto del celebre David di piazza della Signoria, o dello Schiavo ribelle. Studi recenti lo collocano invece come opera di anonimo artista fiorentino del XVI secolo, databile verso il 1540. 

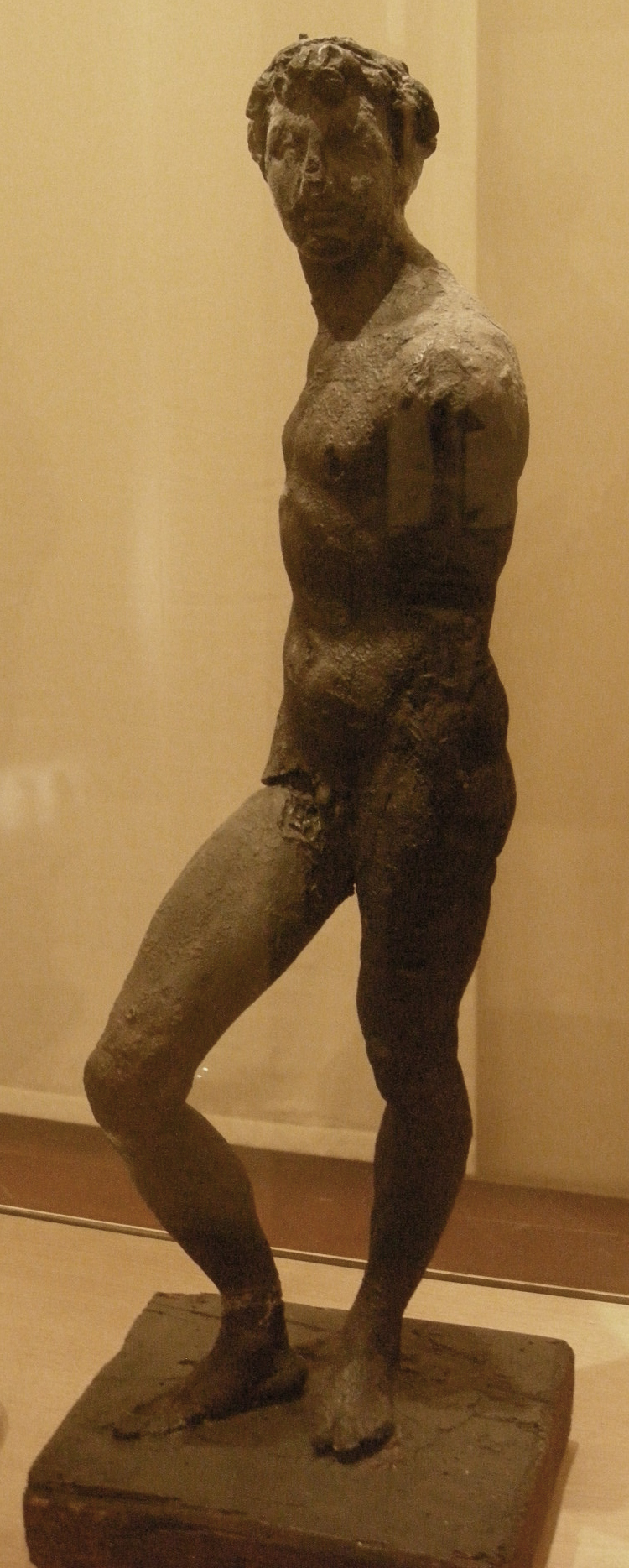
Nudo virile II
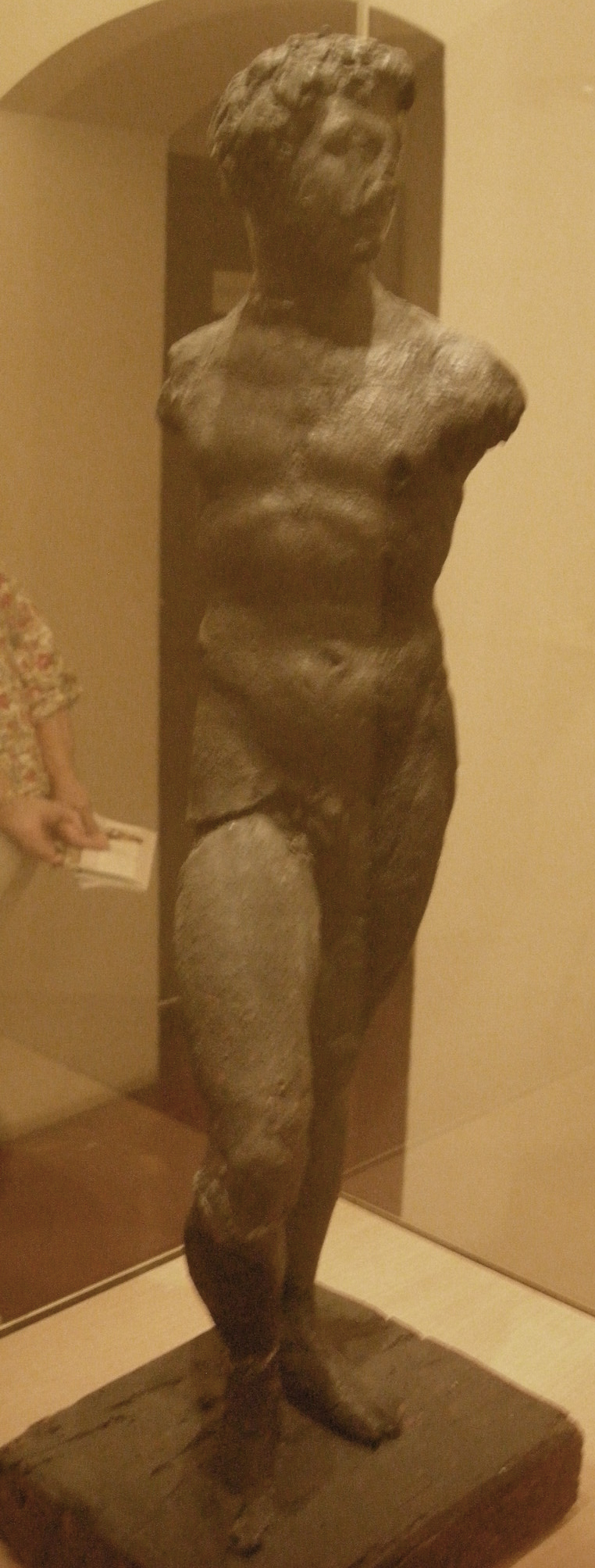
Nudo virile II